# Kobara Shogo
Shogo Kobara (sinh ngày 2 tháng 11 năm 1982) là một cầu thủ bóng đá người Nhật Bản.

## Sự nghiệp câu lạc bộ
Shogo Kobara đã từng chơi cho Yokohama F. Marinos, Vegalta Sendai, Montedio Yamagata, Ehime FC và Avispa Fukuoka.